# César Grajales
César Augusto Grajales Calle (* 6. Mai 1973) ist ein kolumbianischer Radrennfahrer.
César Grajales fuhr von 2002 bis 2004 bei dem Radsportteam Jittery Joe’s. 2004 gewann er eine Etappe der Tour de Georgia. 2005 wechselte er zum US-amerikanischen Professional Continental Team Navigators Insurance. In seiner ersten Saison dort wurde er Vierter in der Gesamtwertung der Tour de Langkawi. Auch bei der Tour de Langkawi 2006 belegte er den vierten Platz in der Gesamtwertung. Zur Saison 2007 wechselte er wieder zu dem Continental Team Jittery Joe’s. Auch in den Folgejahren bis zum Ende der Saison 2012 fuhr er für US-amerikanische Continental Teams und konnte in dieser Zeit einige Rennen des nationalen Kalenders der USA gewinnen.

## Teams
- 2002–2004 Jittery Joe’s
- 2005–2006 Navigators Insurance
- 2007 Jittery Joe’s
- 2008 Rock Racing (bis 01.03.)
- 2010 Bahati Foundation
- 2011–2012 RealCyclist.com Cycling Team / Competitive Cyclist Racing Team
- 2013 Predator Carbon Repair Cycling Team